# Leipzig Hauptbahnhof
A Lipcsei főpályaudvar (németül Leipzig Hauptbahnhof) egy vasúti fejpályaudvar Lipcsében, Németországban. Miután megépült a Lipcsei városi alagút, azóta az állomás átmenő állomássá vált, ám sok vonat még mindig végállomásnak használja.
Ez a legnagyobb alapterületű európai vasúti pályaudvar. Ma 24 peronja van, melyet 6 boltív keresztez. A homlokzata 293 méteres hosszúságú. Naponta 150 ezer, évente 54 millió utast szolgál ki. A német vasútállomáskategória első osztályába tartozik, ebben a kategóriában 20 német főpályaudvar található, jellemzően a legnagyobbak és legfontosabbak.

## Története
1915-ben adták át az eredeti épületet, mely a Szász és a Porosz államvasutak közös fejállomása volt. Emiatt az épület egyedi tervezésű, két egyforma 3-3 boltíves kupola fedi, melyből három a porosz és három a szász vonatokat fogadta. Németország egyesítése és a Deutsche Reichsbahn megalakulása után ez a funkció már elveszítette jelentőségét.
A gyönyörű állomásépület csarnokát a második világháborús bombázások után újjá kellett építeni, de meghagyták az eredeti formájában. Az 1990-es években teljes felújításon esett át, egy bevásárlóközpont is épült két földalatti szinten.
1992-ben a Shining Through című film forgatásához is felhasználták.
2013-ban készült el a város alatti átmenő alagút az S-Bahn számára, ami érinti a pályaudvart is, tovább növelve annak forgalmát.

## Vasútvonalak
A pályaudvarról az alábbi vasútvonalak indulnak:
- Lipcse–Drezda-vasútvonal (KBS 500)
- Halle–Lipcse-vasútvonal (KBS 505.10)
- Lipcse–Eilenburg-vasútvonal (KBS 215)
- Lipcse–Bitterfeld–Dessau-vasútvonal (KBS 251)
- Lipcse–Halle-vasútvonal (NBS) (KBS 504)
- Lipcse–Chemnitz-vasútvonal (KBS 525)
- Lipcse–Großkorbetha-vasútvonal (KBS 582)

## Forgalom

### Regionális
| Járat  | Útvonal | Ütem (perc) | Üzemeltető       |
| ------ | --- | ----------- | ---------------- |
| RE 6   | Leipzig – Belgershain – Bad Lausick – Geithain – Burgstädt – Chemnitz                                      | 060         | Transdev         |
| RE 10  | Leipzig – Eilenburg – Torgau – Falkenberg – Doberlug-Kirchhain – Calau – Cottbus                           | 120         | DB Regio Nordost |
| EBx 12 | Leipzig – Pegau – Zeitz – Bad Köstritz – Gera – Weida – Pößneck – Saalfeld                                 | 120         | Erfurter Bahn    |
| RE 13  | Leipzig – Delitzsch – Bitterfeld – Dessau – Zerbst – Biederitz – Magdeburg                                 | 120         | DB Regio Südost  |
| EBx 13 | Leipzig – Zeitz – Gera – Weida – Zeulenroda – Mehltheuer – Hof                                             | 120         | Erfurter Bahn    |
| RE 42  | Leipzig – Bad Dürrenberg – Weißenfels – Naumburg – Jena – Saalfeld – Bamberg – Erlangen – Nürnberg         | 120         | DB Regio Bayern  |
| RE 50  | Leipzig – Wurzen – Oschatz – Riesa – Priestewitz – Radebeul Ost – Dresden                                  | 060         | DB Regio Südost  |
| RB 20  | Leipzig – Bad Dürrenberg – Weißenfels – Naumburg – Apolda – Weimar – Erfurt – Gotha – Eisenach             | 060         | Abellio          |
| EB 22  | Leipzig – Pegau – Zeitz – Bad Köstritz – Gera – Weida – Pößneck – Könitz – Saalfeld                        | 120         | Erfurter Bahn    |
| RB 110 | Leipzig – Borsdorf – Grimma – Leisnig – Döbeln                                                             | 060         | Transdev         |
| RB 113 | Leipzig – Belgershain – Bad Lausick – Geithain                                                             | 060         | DB Regio Südost  |
| S 1    | Leipzig Miltitzer Allee – Leipzig-Plagwitz – Leipzig – Leipzig Markt – Leipzig-Stötteritz                  | 030         | DB Regio Südost  |
| S 2    | (Jüterbog –) Wittenberg / Dessau – Bitterfeld – Delitzsch – Leipzig – Leipzig Markt – Leipzig-Stötteritz   | 030         | DB Regio Südost  |
| S 3    | Halle-Trotha – Halle – Schkeuditz – Leipzig – Leipzig Markt – Leipzig-Connewitz (– Markkleeberg-Gaschwitz) | 030         | DB Regio Südost  |
| S 4    | Hoyerswerda – Falkenberg – Eilenburg – Leipzig – Leipzig Markt – Leipzig-Stötteritz – Wurzen (– Oschatz)   | 030         | DB Regio Südost  |
| S 5    | Halle – Flughafen Leipzig/Halle – Leipzig – Leipzig Markt – Markkleeberg – Altenburg – Gößnitz – Zwickau   | 060         | DB Regio Südost  |
| S 5X   | Halle – Flughafen Leipzig/Halle – Leipzig – Leipzig Markt – Markkleeberg – Altenburg – Gößnitz – Zwickau   | 060         | DB Regio Südost  |
| S 6    | Leipzig Messe – Leipzig – Leipzig Markt – Leipzig-Connewitz – Markkleeberg – Borna – Geithain              | 030         | DB Regio Südost  |

## Képek
|  |  |  |